# Pericasta virescens
Pericasta virescens là một loài bọ cánh cứng trong họ Cerambycidae.